# Praktischer Idealismus: Pacifisme
Pacifisme er den tredje bog af Praktischer Idealismus  fra  1924, hvor  Grev Coudenhove-Kalergi  lægger  en plan for fred mellem nationer, folk og mennesker. Bare derved kan teknikkens vigtige kamp mod kulde og sult vindes og paradis etableres på jord.